# 日盛國際商業銀行
日盛國際商業銀行（簡稱日盛銀行、日盛商銀）是臺灣一間已經結束營業的商业银行，1992年4月9日成立，2023年4月1日併入台北富邦商業銀行。

## 發展歷史

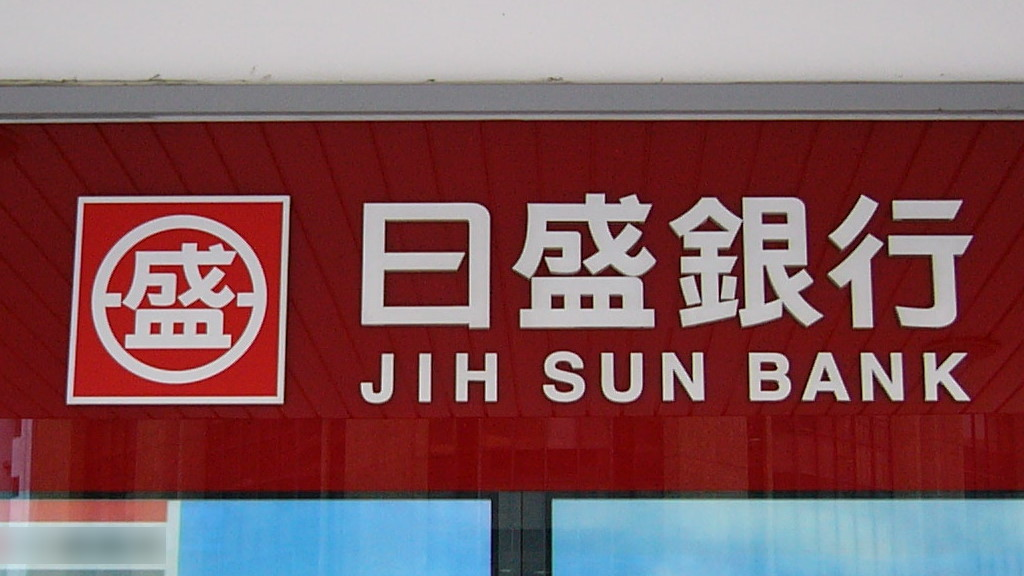
旧标志

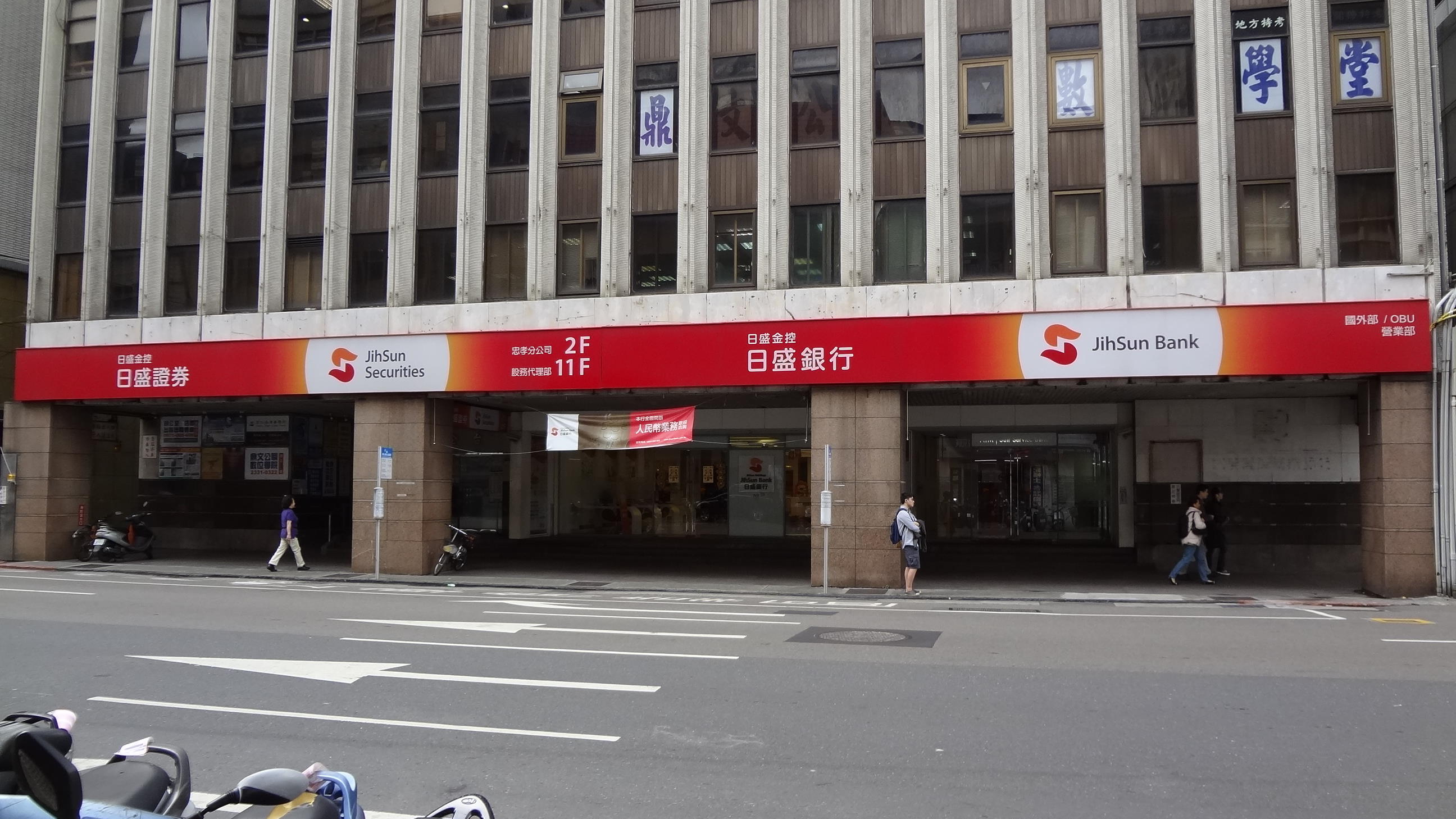
原日盛銀行營業部與國外部，現為台北富邦銀行重慶南路分行

1992年4月9日，「寶島商業銀行」開始營業，主要股東為養樂多公司、日盛證券、廣源造紙，資本額新台幣100億元，首任董事長為陳重光，實際主導者為日盛證券董事長陳士元。
1996年12月12日，寶島商業銀行股票上櫃。
2001年12月1日，配合日盛集團發展金融控股公司的目標，寶島商業銀行更名為「日盛國際商業銀行」，以當時日盛證券的紅底白字「盛」字商標為第一代企業識別標誌。日盛銀行並在2002年2月5日與日盛證券共同以股份轉換方式成立日盛金融控股公司，成為日盛金控的子公司。
2002年12月20日，日盛銀行以新台幣3億元併購新營信用合作社。
2005年1月27日，日盛銀行以新台幣60億元收購台灣土地開發信託投資（台開信託）信託部。2005年8月8日，日盛銀行合併台開信託信託部。
2006年日盛銀行與日本新生銀行完成締結策略聯盟合作簽署，新生銀行投資新台幣113.4億元取得日盛金控31.8%股權，並因此主導日盛銀行的營運。
2010年12月14日，日盛金控啟用紅橘兩色的第二代企業識別標誌，以橘色及紅色為主色系，以「JS」為主要結構，形成「$」的抽象視覺；日盛銀行商標改用日盛金控第二代企業識別標誌。
2022年11月11日，日盛金控正式併入富邦金控；同月18日，富邦金控董事會通過日盛銀行併入台北富邦銀行。
2023年4月1日，日盛銀行正式併入台北富邦銀行走入歷史。

## 網站
- 日盛銀行 （页面存档备份，存于）